# Piłka nożna na Letnich Igrzyskach Olimpijskich Młodzieży 2010 – turniej dziewcząt
Olimpijski turniej dziewcząt w piłce nożnej odbywał się w dniach 12 - 24 sierpnia 2010, na stadionie Jalan Besar Stadium w Singapurze. Złotym medalistą została drużyna z Chile.

## Grupa A
| Drużyna           | Mecze | Zwycięstwa | Remisy | Porażki | Bramki strzelone | Bramki stracone | +/- | Pkt |
| ----------------- | ----- | ---------- | ------ | ------- | ---------------- | --------------- | --- | --- |
| Turcja            | 2     | 2          | 0      | 0       | 8                | 2               | +6  | 6   |
| Iran              | 2     | 1          | 0      | 1       | 3                | 4               | −1  | 3   |
| Papua-Nowa Gwinea | 2     | 0          | 0      | 2       | 0                | 5               | −5  | 0   |

| 12 sierpnia 2010 | Turcja · Karataş 6' · Adeli 67' (sam.) · Serin 70' · Aydin 80+2' | 4:21:2 | Iran · Duran 13' (sam.) · Aflaki 16' |  |
|                  |                                                                  |        |                                      |  |

| 15 sierpnia 2010 | Iran · Ardestani 43' | 1:00:0 | Papua-Nowa Gwinea |  |
|                  |                      |        |                   |  |

| 18 sierpnia 2010 | Papua-Nowa Gwinea | 0:40:1 | Turcja · Duran 6' · Başkol 52' · Aytop 80+1' 80+3' |  |
|                  |                   |        |                                                    |  |

## Grupa B
| Drużyna           | Mecze | Zwycięstwa | Remisy | Porażki | Bramki strzelone | Bramki stracone | +/- | Pkt |
| ----------------- | ----- | ---------- | ------ | ------- | ---------------- | --------------- | --- | --- |
| Gwinea Równikowa  | 2     | 2          | 0      | 0       | 7                | 2               | +5  | 6   |
| Chile             | 2     | 1          | 0      | 1       | 2                | 4               | −2  | 3   |
| Trynidad i Tobago | 2     | 0          | 0      | 2       | 1                | 4               | −3  | 0   |

| 12 sierpnia 2010 | Chile · Rodríguez 80' | 1:00:0 | Trynidad i Tobago |  |
|                  |                       |        |                   |  |

| 15 sierpnia 2010 | Trynidad i Tobago · Prescott 64' | 1:30:1 | Gwinea Równikowa · Avomo 7' 41' · Nchama 59' |  |
|                  |                                  |        |                                              |  |

| 18 sierpnia 2010 | Gwinea Równikowa · Ndong 12' 68' · Avomo 80' 80+2' | 4:11:1 | Chile · Orellana 35' |  |
|                  |                                                    |        |                      |  |

## Półfinały
| 21 sierpnia 2010 | Turcja · Başkol 37' · Akarsu 40' | 2:32:2 | Chile · Armijo 20' · Rodríguez 26' · Navarrete 80+4' |  |
|                  |                                  |        |                                                      |  |

| 21 sierpnia 2010 | Gwinea Równikowa · Biyogo 32' · Avomo 36' · Ndong 56' 66' (kar.) | 4:12:0 | Iran · Ardestani 43' |  |
|                  |                                                                  |        |                      |  |

## Mecz o 5. miejsce
| 23 sierpnia 2010               | Papua-Nowa Gwinea | 0:0 k. 2:4                       | Trynidad i Tobago |  |
|                                |                   |                                  |                   |  |
|                                |                   | Rzuty karne                      |                   |  |
| Steven · Morris · Obi · Kaikas |                   | Warrick · Asson · Jacob · Sequea |                   |  |

## Mecz o 3. miejsce
| 24 sierpnia 2010 | Turcja · Başkol 3' · Akarsu 51' · Serin 71' | 3:01:0 | Iran |  |
|                  |                                             |        |      |  |

## Finał
| 24 sierpnia 2010                                  | Chile · Orellana 25' | 1:1 k. 5:31:0                    | Gwinea Równikowa · Ndong 65' |  |
|                                                   |                      |                                  |                              |  |
|                                                   |                      | Rzuty karne                      |                              |  |
| Navarrete · Rodríguez · Roa · González · Orellana |                      | Ndong · Nchama · Nguema · Obiang |                              |  |

## Zestawienie końcowe
| Poz. | Drużyna           |
| ---- | ----------------- |
|      | Chile             |
|      | Gwinea Równikowa  |
|      | Turcja            |
| 4    | Iran              |
| 5    | Trynidad i Tobago |
| 6    | Papua-Nowa Gwinea |

## Medalistki
| Letnie Igrzyska Olimpijskie Młodzieży 2010 – turniej dziewcząt w piłce nożnej | Chile · Paola Hinojosa · María Navarrete · Javiera Valencia · Francisca Armijo · Leslie Alarcón · Julissa Barrera · Gabriela Aguayo · Catalina González Veloz · Melisa Rodríguez · Montserrat Grau · Javiera Roa · Karina Sepúlveda · Katherine Cisternas · Romina Orellana · Fernanda Geroldi · Constanza González · Macarena Vásquez · Macarena Errázuriz · Trener: Rodrigo Valdés | Gwinea Równikowa · Maria Angono · Rosa Mangue · Leticia Nchama Biyogo · Monica Asangono · Pilar Monojeli · Celestina Bikoro · Justina Alene · Inmaculada Angue · Felicidad Avomo · Judit Ndong · Constancia Okomo · Justina Lohoso · Felicidad Nguema · Vida Fegue · Verónica Nchama · Belinda Mikue · Antonia Obiang · Dolores Nchama · Trener: Jean Paul Mpile | Turcja · Hulya Cin · Nazmiye Aytop · Fatma Gulen · Fatma Barut · Eda Karatas · Dilan Akarsu · Hilal Başkol · Feride Serin · Kubra Aydin · Yasam Goksu · Umran Ozev · Busra Ozturk · Kader Dogan · Melisa Tosun · Medine Erkan · Eda Duran · Busra Ay · Esra Ozturk · Trener: Hamdi Aslan |

## Strzelczynie bramek
5 goli
- Felicidad Avomo
- Judit Ndong

3 gole
- Hilal Başkol

2 gole
- Romina Orellana
- Melisa Rodríguez
- Fatemeh Ardestani
- Dilan Akarsu
- Nazmiye Aytop
- Feride Serin

1 gol
- Francisca Armijo
- María Navarrete
- Leticia Nchama Biyogo
- Verónica Nchama
- Shahin Aflaki
- Brittaney Prescott
- Kubra Aydin
- Eda Duran
- Eda Karatas

Gole samobójcze:
1 gol
- Fatemeh Adeli dla Turcji
- Eda Duran dla Iranu